# 1964年のラジオ (日本)
1964年のラジオ (日本)では、1964年の日本のラジオ番組、その他ラジオ界の動向について記す。

## 主な番組関連の出来事
- 6月19日 - 文化放送とニッポン放送の共同による、AM（モノラル）2波を使った立体放送唯一の帯番組『パイオニア・イブニング・ステレオ』が終了[1]。
- 6月28日 - TBSが、AFM方式によるAM1波によるステレオ実験放送の再免許申請を行わなかったため、同実験放送番組『ラテン・リズムをどうぞ』が終了。同時に、同実験放送もこれをもって終了する[2][3]。

## 主なその他ラジオ関連の出来事
- 2月4日 - NHK-FM放送、大阪と名古屋で、全国放送でのステレオ放送を、事前にパッケージ・テープを送って再生する方法によって開始[注 1][4]。
- 4月1日 - NHKが静岡、岡山、山口、高知でFM放送を開始。さらに静岡、岡山では、同時に同ステレオ放送も開始[注 2]（山口、高知は5日後の同月6日にステレオ放送を開始[注 3][注 4]）[5]。
- 4月6日 - NHK-FMが、札幌、仙台、広島、松山、福岡、熊本の各局にて、全国放送のパッケージ・テープ送りによるステレオ放送を開始。これにより、同テープ送出局（前述及び東京・大阪・名古屋の各局）およびそれらからの放送波中継によって、今までステレオ放送が行われていなかった全てのFM局にて、同放送が開始される[注 4]。以降、NHK-FMの新規開局は、この形態を用いて、同時にステレオ放送も開始することとなる（沖縄および奄美地域を除く）[6]。
- 5月1日 - NHKが北九州、長崎でFM放送を開始[注 5][5]。
- 6月1日 - NHKが盛岡、秋田でFM放送を開始[注 6][5]。
- 6月25日 - NHKが旭川でFM放送を開始[注 7][5]。
- 6月28日 - TBSが、AFM方式でのAM1波でのステレオ実験放送を終了[2][3]。
- 7月1日 - NHKが福島、新潟、長野、富山、金沢、松江、宮崎、鹿児島でFM放送を開始[注 8][5]。
- 12月24日 - NHKが函館、室蘭、帯広、青森、山形、鳥取でFM放送を開始[注 9][5]。

## 商号変更
- 10月 - 京都放送→近畿放送

## 開始番組

### 1964年1月放送開始
文化放送
- 6日 - 勝ち抜きリクエスト合戦

### 1964年2月放送開始
STVラジオ
- 10日 - Date with Tom & Dick

ラジオ沖縄
- 1日 - シャープと共に

### 1964年3月放送開始
ニッポン放送
- 2日 - わたしはディスクジョッキー

### 1964年4月放送開始
NHKラジオ第1放送
- 6日
  - 時の話題
  - みんなたのしく
  - ピッポピッポボンボン
  - こんどはうたよ
  - 私のダイヤル
  - 話題を結ぶ
  - 午後の散歩道[7]
  - あなたとお茶を[7]
  - ポピュラーミュージックアワー
  - 全国音楽めぐり
  - 虹の物語
  - 今晩は大阪です
  - 百万の太陽
- 7日 - 芸界夜話
- 8日
  - 花のパレード[7]
  - 芸能ステージ
  - 邦楽百選
- 9日
  - 現代に生きる
  - みんなの民謡
  - 楽天くらぶ
  - 政治の動き[7]
- 10日 - 歌謡ホール
- 12日
  - こども会議[7]
  - 日曜訪問
  - 三人のジョッキー
  - 青少年レコードコンサート
  - 日曜軽音楽ホール
  - 報道特集[7]
  - 日曜ライブラリー
  - スポーツアワー

NHKラジオ第2放送
- 5日 - 読書案内
- 6日 - 音楽の窓
- 9日 - 盲人の時間[8][7]
- 12日
  - 現代の日本音楽
  - 世界のメロディー
- 19日 - 科学談話室
- 開始日不明
  - 新しい商業経営[8]
  - 中小企業のための法律[8]

NHK-FM放送
- 6日 - 夕べのステレオ（ステレオ放送）[9][10]

### 1964年5月放送開始
STVラジオ
- 3日 - マイクレポート

朝日放送
- 4日 - 交通情報

大阪放送
- 1日 - OBCミュージックナイター

### 1964年6月放送開始
STVラジオ
- 14日 - 家庭の医学

### 1964年7月放送開始
東京放送
- 13日
  - オーナー
  - 全国こども電話相談室
- 19日 - バックグラウンド・ミュージック

### 1964年8月放送開始
文化放送
- 開始日不明 - 太陽のほほえみ

### 1964年10月放送開始
NHKラジオ第1放送
- 開始日不明 - 落語百扇

近畿放送
- 7日 - 天壇ゴールデンリクエスト

### 1964年11月放送開始
NHKラジオ第1放送
- 開始日不明 - 演芸独演会

STVラジオ
- 8日 - J・B音楽を

大阪放送
- 1日 - この人と歌謡曲を

## 終了番組

### 1964年3月放送終了
NHKラジオ第1放送
- 31日 - 話の泉

### 1964年4月放送終了
NHKラジオ第1放送
- 2日 - 今週の明星
- 4日 - うたのおばさん

### 1964年6月放送終了
東京放送
- 28日 - ラテン・リズムをどうぞ（AFM方式でのAM1波によるステレオ実験放送番組）[2][3]

文化放送・ニッポン放送（モノラル2波による立体（ステレオ）放送）
- 19日 - パイオニア・イブニング・ステレオ[1]